# Sinagoga Beth Sholom di Elkins Park

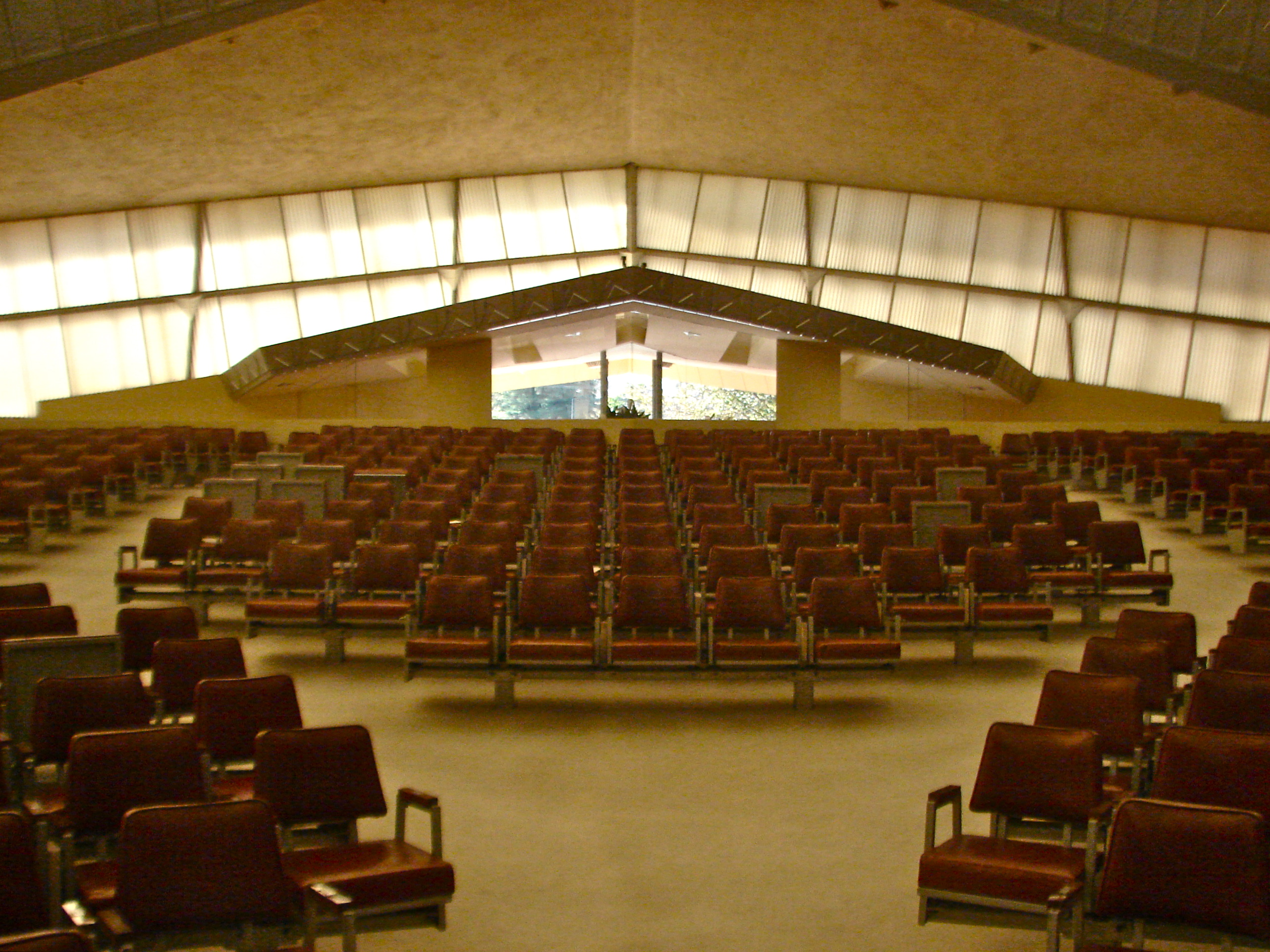
L'interno

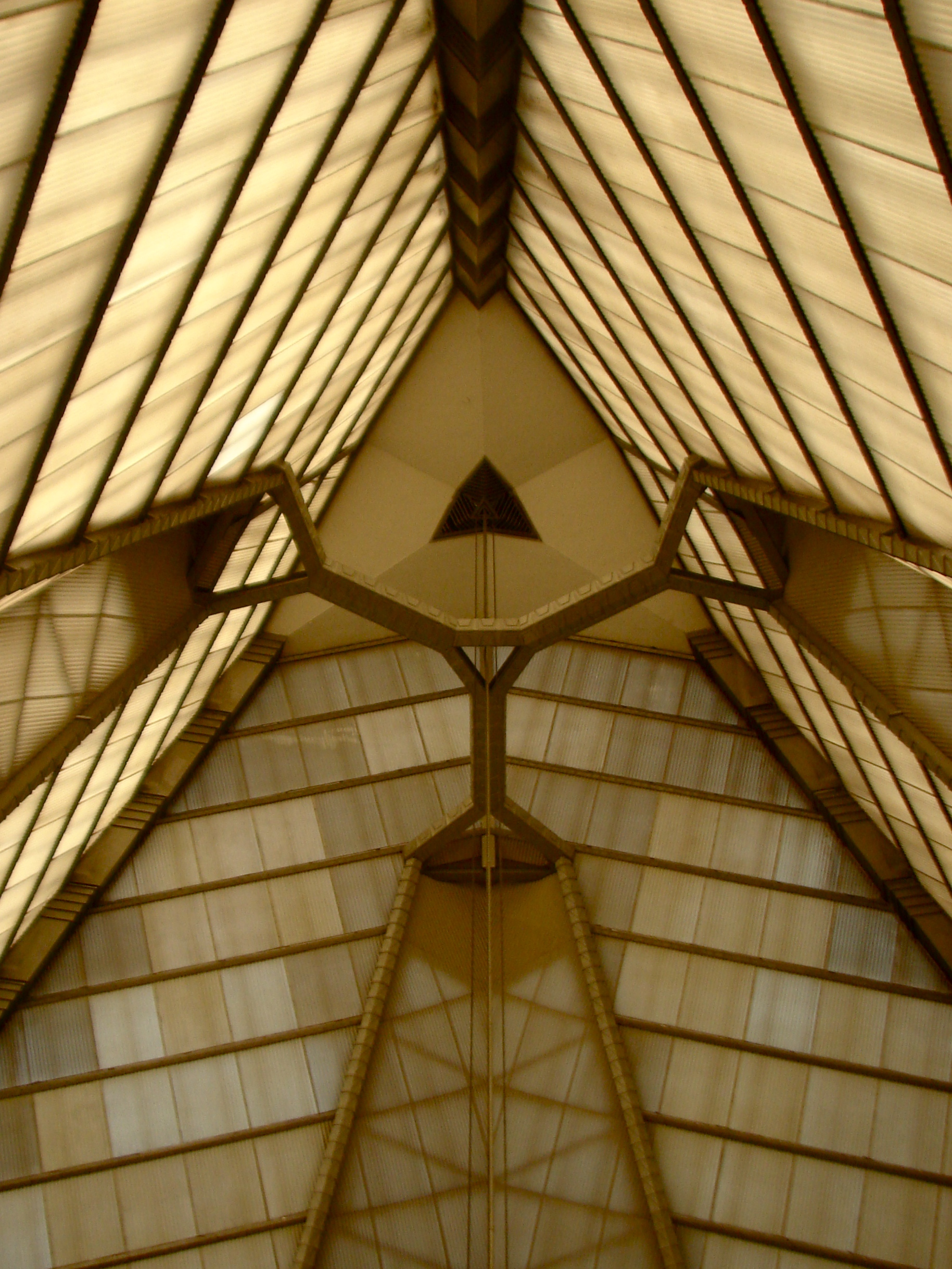
Il soffitto

La sinagoga Beth Sholom di Elkins Park, così denominata dal nome della congregazione ebraica che l'ha edificata nel 1956-1959, è una sinagoga monumentale situata a Elkins Park in Pennsylvania. È l'unica sinagoga disegnata dal grande architetto statunitense Frank Lloyd Wright.

## Storia e descrizione
La congregazione Beth Sholom si era costituita a Filadelfia nel 1919. Negli 1951 la congregazione spostò il suo baricentro a Elkins Park nei nuovi quartieri di residenza dei suoi membri, fuori del centro storico della città.
Il progetto di costruzione della nuova sinagoga fu affidato nel 1953 al celebre architetto americano Frank Lloyd Wright, unica sinagoga da lui progettata nella sua carriera. I lavori di costruzione cominciarono nel 1956; la sinagoga fu ufficialmente inaugurata il 20 settembre 1959, pochi mesi dopo la morte di Wright.
Con le sue pareti inclinati di fibra di vetro e di plastica traslucide la sinagoga si proietta a piramide verso il cielo come un "luminoso Monte Sinai" (secondo le parole dello stesso Wright). Durante il giorno, l'interno è illuminato dalla luce naturale che filtra attraverso le pareti traslucide. Di notte, l'intero edificio brilla per il riflesso dell'illuminazione artificiale interna.
Al piano terreno sono collocati gli uffici, un museo per i visitatori e un piccolo santuario per le funzioni giornaliere. La grande sala di preghiera è collocata al piano superiore sotto il tetto che la ricopre come una grande tenda. Tutto l'impianto decorativo è un richiamo all'Esodo. Il pavimento è ricoperto da una moquette di color beige a simboleggiare la sabbia del deserto che gli ebrei dovettero attraversare. La decorazione dell'arca santa richiama le fiamme del roveto ardente.
L'audace struttura, capace di ospitare più di 1000 persone a sedere, resta come uno degli esempi più significativi nell'architettura sinagogale della seconda metà del Novecento.
La sinagoga è parte della Frank Lloyd Wright Historic Society e per questo motivo, non possono essere apportate modifiche alla struttura senza l'autorizzazione da parte dell'organizzazione. Dal 2007 l'edificio è stato incluso sial nel National Register of Historic Places sia come National Historic Landmark.
La sinagoga di Elkins Park è oggi un popolare luogo di visita turistica ed il centro moderno di una attiva congregazione conservativa.